# Rombicosidodecaedru diminuat paragirat
În geometrie un rombicosidodecaedru diminuat paragirat este un poliedru convex, poliedrul Johnson J77.
Având 52 de fețe, este un pentacontadiedru.

## Construcție
Poate fi construit prin îndepărtarea unei cupole pentagonale (J5) a unui rombicosidodecaedru (un poliedru arhimedic) și rotirea cu 36° a cupolei pentagonale opuse celei îndepărtate.

## Mărimi asociate
Următoarele formule pentru arie, A, volum, V, rază mediană, rm și rază circumscrisă, R, sunt stabilite pentru lungimea laturilor tuturor poligoanelor (care sunt regulate) a:
{\displaystyle A={\frac {1}{4}}\left(100+15{\sqrt {3}}+10{\sqrt {5+2{\sqrt {5}}}}+11{\sqrt {5\left(5+2{\sqrt {5}}\right)}}\right)a^{2}\approx 58,114651~a^{2},}
{\displaystyle V=\left({\frac {115}{6}}+9{\sqrt {5}}\right)a^{3}\approx 39,291278~a^{3},}
{\displaystyle r_{m}={\sqrt {{\frac {5}{2}}+{\sqrt {5}}}}\,a\approx 2,176251~a,}
{\displaystyle R={\frac {1}{2}}{\sqrt {11+4{\sqrt {5}}}}\,a\approx 2,232952~a.}